# Église Saint-Martin de Ménil-Hubert-sur-Orne
Pour les articles homonymes, voir Église Saint-Martin.
L'église Saint-Martin est une église catholique située à Ménil-Hubert-sur-Orne, en France.

## Localisation
L'église est située dans le département français de l'Orne, sur la commune de Ménil-Hubert-sur-Orne.

## Historique
L'ancienne église étant trop petite, décision est prise de la remplacer au XIXe siècle.
Les travaux, débutés vers 1870, sont achevés par sa consécration en 1885.

## Description
Les vitraux signés Latteux-Bazin représentent les vies de saint Hubert et saint Martin.